# L'Image de la cité
L'Image de la cité (en anglais The Image of the City) est un livre publié en 1960 par l'urbaniste américain Kevin Lynch et traduit en français en 1969. Le livre est le résultat d'une étude menée sur une période de cinq ans dans trois villes américaines, Boston, Jersey City et Los Angeles, qui traite de la manière dont les citoyens accumulent des informations sur leur environnement et comment ils sont capables de les restituer sous forme de cartes mentales ou de cartes géographiques. Lynch conclut de l'expérience que la représentation de leur ville que se faisaient les personnes interrogées était fondée sur cinq éléments principaux.

## Les cinq éléments
D'après Lynch, pour toute ville (américaine ou non), les individus ont dans leur esprit une représentation imagée, synthétisée de ce qu'ils voient, ce qui leur permet de développer des habitudes et de s'orienter plus facilement. Les cinq éléments qui revenaient chez chaque personne interrogée quand on leur a demandé de décrire leur ville sont les chemins, les bordures/frontières, les districts/quartiers, les nœuds et les points de repère.

### Les chemins
L'une des premières choses que les interrogés représentent quand on leur demande de décrire leur environnement, ce sont les chemins. Il s'agit de tous les dispositifs qui permettent les déplacements d'individus : les rues, routes, trottoirs, sentiers, canaux et voies ferrées principalement.
Le chemins permettent d'organiser la ville, mais aussi et surtout les mouvements des individus entre les différents espaces/quartiers.

### Les bordures
Ce sont tous les éléments qui permettent de définir les délimitations de la ville. Ils peuvent être réels (limites géographiques de la ville) ou perçus (changement d'environnement). Elles peuvent prendre la forme de murs, de bâtiments, de rivages, de trottoirs, de rues, de ponts, etc.

### Les districts
Les districts et les quartiers sont des zones moyennement grandes, voire grandes et représentées en deux dimensions. Chaque habitant, chaque individu entre et sort de ces zones régulièrement. Tous les quartiers et districts ont des caractéristiques communes.

### Les nœuds
Ce sont de vastes zones accessibles à tous, qui représentent le centre des activités de la ville, du quartier, du district, etc. Les nœuds influencent la perception des individus de leur environnement.
"[...] le nœud le plus efficace semble être unique d'une certaine manière et en même temps intensifier certaines caractéristiques de l'environnement".

Kevin Lynch, L'Image de la cité, 1969, p. 77.

### Les points de repère
Ce sont des points de repère que l'individu utilise pour se repérer dans la ville. Le plus souvent, ce sont des points fixes. Un point de repère peut être un bâtiment, une enseigne, un magasin, une montagne ou encore une œuvre d'art publique. Au moins un aspect de chaque point de repère le rend unique et donc mémorable, l'individu associe un souvenir à un point de repère et donc à un endroit. Les points mobiles (comme le Soleil) peuvent également être des points de repère.

## Influence
L'Image de la cité a influencé plusieurs auteurs des domaines de la psychologie environnementale et du comportement environnemental. Parmi eux, on compte des chercheurs comme Amos Rapoport (en), Clare Cooper Marcus (en), Oscar Newman, William H. Whyte, Kenneth Craik et Donald Appleyard (en).